# Adriano Celentano
Adriano Celentano (phát âm tiếng Ý: [adriˈaːno tʃelenˈtaːno]; 
sinh 6 tháng 1 năm 1938) là một ca sĩ, nhạc sĩ, nhà sản xuất, diễn viên hài, diễn viên điện ảnh, đạo diễn phim và người dẫn chương trình người Ý.
Ông được mệnh danh là Molleggiato vì tài nhảy múa của mình. 
Trong suốt sự nghiệp của mình Celentano đã bán được hơn 150 triệu album, bao gồm cả ở nước ngoài, khiến ông trở thành một trong những nghệ sĩ âm nhạc Ý với doanh số bán đĩa cao nhất.

## Sự nghiệp âm nhạc

### Albums
Album studio
- 1960: Adriano Celentano with Giulio Libano and his Orchestra – Jolly LPJ 5008
- 1960: Furore – Jolly LPJ 5017
- 1962: Peppermint Twist – Jolly LPJ 5021
- 1963: A New Orleans – Jolly LPJ 5025
- 1965: Non mi dir – Clan, ACC 40002
- 1966: La festa – Clan, ACC 40006
- 1966: Il ragazzo della via Gluck – Clan, ACC 40007
- 1968: Azzurro/Una carezza in un pugno – Clan, ACC 40011
- 1968: Adriano rock – Clan, BF 501
- 1969: Le robe che ha detto Adriano – Clan, BF 502
- 1969: Pioggia di successi
- 1970: Il forestiero – Clan, BFM 700
- 1971: Er più – Storia d'amore e di coltello – Clan, BFM 602
- 1972: I mali del secolo – Clan, BFM 701
- 1973: La storia di uno... Adriano Celentano
- 1973: Nostalrock – Clan, CLN 65764
- 1975: Yuppi du – Clan, CLN 69120
- 1976: Svalutation – Clan, CLN 86013
- 1977: Disco dance – Clan, CLN 86026
- 1977: Tecadisk – Clan, CLN 86033
- 1978: Ti avrò – Clan, CLN 20053
- 1978: Geppo il folle – Clan, CLN 20099
- 1979: Il concerto di Adriano – Clan, CLN 22203
- 1979: Soli – Clan, CLN 20150
- 1980: Un po' artista un po' no – Clan, CLN 20201
- 1980: Tu non-mi lascerai
- 1981: Deus – Clan, CLN 20257
- 1982: Uh... uh... – Clan, CLN 20324
- 1982: Storia d'amore
- 1983: Atmosfera – Clan, CLN 20380
- 1984: I miei americani – Clan, CLN 20445
- 1985: Joan Lui – Clan, CLN 20485
- 1986: I miei americani 2 – Clan, CLN 20545
- 1987: La pubblica ottusità – Clan, CLN 20699
- 1991: Il re degli ignoranti – Clan, 9031 74439-1
- 1994: Quel punto – Clan, 4509 97319-1
- 1996: Arrivano gli uomini – Clan, CLCD 74321 381192
- 1998: Mina Celentano – Clan/PDU, 90011 (by Mina and Adriano Celentano)
- 1999: Io non-so parlar d'amore – Clan, CLN 13641
- 2000: Esco di rado e parlo ancora meno – Clan, CLN 20482
- 2002: Per sempre – Clan, CLN 20511
- 2004: C'è sempre un motivo – Clan, CLN 20551
- 2005: C'è sempre un motivo + L'Indiano – Clan, CLN 20551
- 2007: Dormi amore, la situazione non è buona – Clan, CLN 2058
- 2011: Facciamo finta che sia vero – Clan, CLN 2098

Album tổng hợp
- 1969: Pioggia di successi – Clan, BF LP 506
- 1970: Adriano hits – Clan, BF LP 600 nostal rock
- 1973: La storia di uno...Adriano Celentano – Clan, CLN 68215
- 1975: Il meglio di Adriano Celentano – Clan, CLN 69133
- 1978: Celentanando – Clan, 1978 CGD / CLAN
- 1979: Antologia ('57–'80) – Clan, CLN 22504
- 1980: Il tempo se ne va compilation musica
- 1982: Il cinema di Adriano – Clan, CLN 25037
- 1983: Le volte che Adriano è stato primo – CLN 20391
- 1988: Antologia '57–'87 (6 discs) – Clan, CLN 77002
- 1992: Superbest – Clan, 4509 91216-1
- 1995: Alla corte del ReMix – Clan, CLCD 74321 331042
- 1997: Le origini di Adriano Celentano vol. 1 – RTI Music, 11611
- 1997: Und immer Azzurro – Seine 20 größten Erfolge 1962–1997 – Clan, CD 74314905623
- 1999: Le origini di Adriano Celentano vol. 2 – Clan, 496155
- 2000: Questa è la storia di uno di noi (cofanetto)
- 2001: Il cuore, la voce – Clan, CLN 20501
- 2003: Le volte che Celentano è stato 1 – Clan, CLN 20521
- 2003: TRE
- 2005: Una stella in mezzo al ciel
- 2006: Le più belle canzoni di Adriano Celentano
- 2006: Unicamente Celentano – Clan, CLN 20571
- 2008: L'animale – Clan
- 2010: Il ribelle rock! – Sony Music
- 2010: Il meglio di Adriano Celentano – NAR International
- 2010: Antologia Italian Style – Venus Distribuzione

### Đĩa đơn
45 rpms
- 1958: "Rip It Up/Jailhouse Rock" – Music 2223
- 1958: "Blueberry Hill/Tutti frutti" – Music 2224
- 1958: "Man Smart/I Love You Baby" – Music 2232
- 1958: "Tell Me That You Love Me/The Stroll" – Music 2233
- 1958: "Happy Days Are Here Again/Buona sera signorina" – Jolly J 20032
- 1958: "Hoola Hop Rock/La febbre dell'hoola hop" – Jolly J 20045
- 1959: "Ciao ti dirò/Un'ora con te" – Jolly J 20057
- 1959: "Il ribelle/Nessuno crederà" – Jolly J 20063
- 1959: "Il tuo bacio è come un rock/I ragazzi del juke-box" – Jolly J 20064
- 1959: "Teddy Girl/Desidero te" – Jolly J 20068
- 1959: "Pronto pronto/Idaho" – Jolly J 20069
- 1960: "Nikita Rock/Blue Jeans Rock" – Jolly J 20079
- 1960: "Rock matto/Impazzivo per te" – Jolly J 20080
- 1960: "Impazzivo per te/Crazy Rock" – Jolly J 20080
- 1960: "Personality/Il mondo gira" – Jolly J 20089
- 1960: "Così no/La gatta che scotta" – Jolly J 20090
- 1960: "Piccola/Ritorna lo shimmy" – Jolly J 20092
- 1960: "Pitagora/A cosa serve soffrire" – Jolly J 20106
- 1960: "Giarrettiera rossa/Che dritta!" – Jolly J 20107
- 1960: "Furore/Movimento di rock" – Jolly J 20124
- 1961: "24 mila baci/Aulì-ulè" – Jolly J 20127
- 1961: "Non esiste l'amor/Basta" – Jolly J 20137
- 1961: "Gilly/Coccolona" – Jolly J 20144
- 1961: "Nata per me/Non essere timida" – Jolly J 20150
- 1962: "Forse forse/Peppermint Twist" – Jolly J 20153
- 1962: "Ciao amore/Veleno" – Caramba Jolly C 11000
- 1962: "Si è spento il sole/La mezza luna" – Jolly J 20178
- 1962: "Stai lontana da me/Sei rimasta sola/Amami e baciami" – Clan, ACC 24001
- 1962: "24 mila baci/Il tuo bacio è come un rock" – Jolly J 20185
- 1962: "Pregherò (prima parte)/Pasticcio in Paradiso" – Clan, ACC 24005
- 1963: "A New Orleans/Un sole caldo caldo caldo" – Jolly J 20197
- 1963: "Il tangaccio/Grazie, prego, scusi" – Clan, ACC 24009
- 1963: "Serafino campanaro/Ehi stella" – Jolly J 20220
- 1963: "Sabato triste/Le notti lunghe" – Clan, ACC 24012
- 1964: "Una notte vicino al mare/Hello Mary Lou" – Jolly J 20228
- 1964: "Non mi dir/Non piangerò" – Clan, ACC 24015
- 1964: "Il problema più importante/È inutile davvero" – Clan, ACC 24016
- 1964: "L'angelo custode/Bambini miei" – Clan, ACC 24019
- 1965: "Ciao ragazzi/Chi ce l'ha con me" – Clan, ACC 24022
- 1965: "Sono un simpatico/E voi ballate/Due tipi come noi" – Clan, ACC 24024
- 1965: "La festa/Ringo" – Clan, ACC 24027
- 1966: "Il ragazzo della via Gluck"/"Chi era lui" – Clan, ACC 24032
- 1966: "Mondo in mi 7a/Una festa sui prati" – Clan, ACC 24040
- 1967: "La coppia più bella del mondo/Torno sui miei passi" – Clan, ACC 24051
- 1967: "Tre passi avanti/Eravamo in 100.000" – Clan, ACC 24058
- 1967: "30 donne nel west/Più forte che puoi" – Clan, ACC 24063
- 1968: "Canzone/Un bimbo sul leone" – Clan, ACC 24073
- 1968: "Azzurro/Una carezza in un pugno" – Clan, ACC 24080
- 1968: "L'attore/La tana del re" – Clan, BF 69001
- 1969: "La storia di Serafino/La pelle" – Clan, BF 69013
- 1969: "Storia d'amore/Straordinariamente" – Clan, BF 69014
- 1969: "Lirica d'inverno/L'uomo nasce nudo" – Clan, BF 69030
- 1970: "Chi non lavora non fa l'amore/Due nemici innamorati" – Clan, BF 69040
- 1970: "Chi non lavora non fa l'amore /EA" – Clan, BF 69041
- 1970: "Viola/Se sapevo non-crescevo" – Clan, BF 69051
- 1971: "Sotto le lenzuola/Il forestiero" – Clan, BF 70000
- 1971: "Una storia come questa/Brutta" – Clan, BF 70010
- 1971: "Er più/Una storia d'amore e di coltello" – Clan, BF 70015
- 1972: "Un albero di trenta piani/Forse eri meglio di lei" – Clan, BF 70018
- 1972: "La ballata di Pinocchio/I Will Drink the Wine" – Clan, BF 70022
- 1972: "Prisencolinensinainciusol"/"Disc Jockey" – Clan, BF 70026
- 1973: "L'unica chance/Quel signore del piano di sopra" – Clan, CLN 1319
- 1973: "Only You/We're Gonna Move" – Clan, CLN 1887
- 1974: "Bellissima/Stringimi a te" – Clan, CLN 2443
- 1975: "Yuppi du/La ballata" – Clan, CLN 3208
- 1975: "Un'altra volta chiudi la porta/Do dap" – Clan, CLN 3633
- 1976: "Svalutation/La barca" – Clan, CLN 4375
- 1977: "A Woman in Love/Rock Around the Clock/Don't Play That Song (You Lied)" – Clan, CLN 5048
- 1977: "When Love/Somebody Save Me" – Clan, CLN 5403
- 1978: "Ti avrò/La moglie, l'amante, l'amica" – Clan, CLN 10089
- 1979: "Che cosa ti farei/Geppo" – Clan, CLN 10120
- 1979: "Soli/Io e te" – Clan, CLN 10174
- 1980: "Qua la mano/Gocce d'acqua" – Clan, CLN 10251
- 1980: "Il tempo se ne va/Non se ne parla nemmeno" – Clan, CLN 10252
- 1980: "Innamorata, incavolata a vita/Se non è amore" – Clan, CLN 10305
- 1981: "L'artigiano (1ª parte)/L'artigiano (2ª parte)" – Clan, CLN 10326
- 1982: "Crazy Movie/Roma che fa...te innamora" – Clan, CLN 10371
- 1982: "Uel mae sae/We're Gonna Move" – Clan, CLN 10393
- 1982: "Uh...uh.../Jungla di città" – Clan, CLN 10442
- 1984: "Susanna/Il cantante folle" – Clan, CLN 23001
- 1987: "Mi attrai/La luce del sole" – Clan, CLN 10786

Đĩa đơn khác
- 1995: "Voglio prendere il sole"
- 1995: "Prisencolinensinainciusol (Remixes – maxi single)
- 1996: "Cosi come sei"
- 1996: "Arrivano gli uomini"
- 1996: "Solo da un quarto d'ora"
- 1998: "Acqua e sale"
- 1998: "Brivido felino"
- 1998: "Che taggia dì"
- 1999: "Gelosia"
- 1999: "L'emozione non-ha voce"
- 1999: "L'uomo di cartone"
- 1999: "Una rosa pericolosa"
- 1999: "Qual è la direzione"
- 1999: "Mi domando"
- 1999: "L'arcobaleno"
- 2000: "Senz'amore"
- 2000: "Le pesche d'inverno"
- 2000: "Per averti"
- 2001: "Apri il cuore"
- 2001: "Ti prenderò"
- 2001: "Quello che non-ti ho detto mai"
- 2001: "Tir"
- 2001: "Le stesse cose"
- 2002: "Confessa"
- 2003: "Per sempre"
- 2003: "Più di un sogno"
- 2003: "Mi fa male"
- 2004: "C'è sempre un motivo"
- 2004: "Marì Marì"
- 2005: "Ancora vivo"
- 2005: "Valeva la pena"
- 2005: "L'indiano"
- 2006: "Oh Diana"
- 2007: "Hai bucato la mia vita"
- 2007: "La situazione non è buona"
- 2008: "Dormi amore"
- 2008: "Fiori"
- 2008: "Aria...non-sei più tu"
- 2008: "Sognando Chernobyl"
- 2008: "La cura"
- 2011: "Non ti accorgevi di me"
- 2011: "Non so più cosa fare"
- 2011: "Ti e penso camblia del mondo"
- 2012: "Anna parte"
- 2012: "La cumbia di chi cambia"
- 2013: "Ti fai del male"
- 2013: "Io non-ricordo (da quel giorno tu)"
- 2013: "Mai nella vita"

## Phim điện ảnh
- La Dolce Vita  (1960)
- Il monaco di Monza  (1963)
- Super rapina a Milano  (1965)
- Serafino (1968)
- Er Più – storia d'amore e di coltello (1971)
- Bianco rosso e... (1972)
- L'emigrante (1973)
- Rugantino (1973)
- The Five Days aka Le Cinque Giornate (1973)
- Yuppi du (1974)
- Di che segno sei? (1975)
- Culastrisce nobile veneziano (1976)
- Bluff – storia di truffe e di imbroglioni (1976)
- Ecco noi per esempio (1977)
- L'altra metà del cielo (1977)
- Geppo il folle (1978)
- Zio Adolfo in arte Führer (1978)
- Mani di velluto (1979)
- La locandiera (1980)
- Qua la mano (1980)
- Sabato, domenica e venerdì (1980)
- Il bisbetico domato (1980)
- Innamorato pazzo (1981)
- Asso (1981)
- Bingo Bongo (1982)
- Grand Hotel Excelsior (1982)
- Segni particolari: bellissimo (1983)
- Sing Sing (1983)
- Lui è peggio di me (1984)
- Joan Lui (1985)
- Il burbero (1986)
- Jackpot (1992)